# 徐喈凤
徐喈鳳（？—？），字鳴岐，號竹逸，宜興人。阳羡派重要词人。

## 生平
徐守魁之子。天启二年出生，因家贫不能上学，白天耕作，夜裡讀書，常偷听老师讲学，順治十五年（1658年）進士。官至永昌府推官。後“以本籍奏销降调”，退歸鄉里。晚年自号荆南墨农，與任绳隗、吴本嵩、潘眉、蒋景祁、陈鸣远有往來。康熙二十五年修《宜兴县志》。卒年不详。著有《滇游诗集》、《愿息斋诗文集》、《荫绿轩词初集》、《续集》、《秋泛诗余》、《两游诗余》，集為《荆南墨农集》。

## 佚事
《清稗類鈔》記其喪子之事。